# Harry Pennell
Harry Lewin Lee Pennell (1882 - 31 de mayo de 1916) fue un oficial de la Marina Real que sirvió en la expedición Terra Nova .  Fue responsable del primer avistamiento de la costa de Oates el 22 de febrero de 1911, y la nombró en honor al capitán Lawrence Oates. Solo pasó breves períodos en la Antártida, regresando con el buque Terra Nova para esperar los inviernos de 1911 y 1912 en Lyttelton, Nueva Zelanda. Debido a la ausencia de Robert Falcon Scott en tierra, Pennell asumió el papel de mando en el Terra Nova, que traería suministros frescos a la Antártida en cada viaje.
A pesar de no ser parte del principal grupo de desembarco en el polo, Pennell fue un miembro popular de la expedición. Herbert Ponting, el fotógrafo de la expedición, recuerda en su libro The Great White South que Pennell era "el hombre más enérgico que he conocido. Cuando Pennell no estaba ocupado con problemas de navegación, estaba de guardia o en el nido del cuervo, o bien en el astillero, ayudando al marinero a poner o acortar la vela, o ayudando de otro modo en el manejo del barco. Era una ballena del trabajo".
Pennell se casó con Katie Hodson, la hermana de su amigo de la escuela naval, el 15 de abril de 1915 durante su licencia en tierra. Pennell fue ascendido a comandante y asignado al HMS Queen Mary, falleciendo el 31 de mayo de 1916 durante la batalla de Jutlandia, cuando el barco fue hundido por los barcos alemanes SMS Seydlitz y SMS Derfflinger .
La costa Pennell de tierra de Victoria en la Antártida, lleva su nombre.